# 6205 Menottigalli
6205 Menottigalli este un asteroid din centura principală de asteroizi.

## Descriere
6205 Menottigalli este un asteroid din centura principală de asteroizi. A fost descoperit pe 17 iulie 1983 la Stația Anderson Mesa de Edward L. G. Bowell. Asteroidul prezintă o orbită caracterizată de o semiaxă mare de 2,36 ua, o excentricitate de 0,23 și o înclinație de 13,8° în raport cu ecliptica.